# En annan tid, ett annat liv
En annan tid, ett annat liv, roman från 2003 av den svenske kriminologiprofessorn Leif G.W. Persson. Ramberättelsen kretsar kring ambassaddramat 1975 och utgångspunkten är att tyskarna måste ha haft hjälp av svenskar för att kunna genomföra sitt uppdrag. Boken utspelas i tre tidszoner: vid ambassaddramat 1975, vid ett mord på Östermalm 1989 samt i nutid när de olika händelserna knyts samman.
Huvudpersoner i romanen är kriminalpoliserna Bo Jarnebring och Anna Holt samt Säpos operative chef Lars Martin Johansson. Både Jarnebring och Johansson medverkade i Perssons tidigare roman Mellan sommarens längtan och vinterns köld.
Vid publiceringen skrev Mikael Hermansson i Borås Tidning: "Perssons sätt att bygga sina böcker kring faktiska händelser gör dem tilltalande på ett sätt som ingen fantasiprodukt kan göra. Det är kopplingen till verkligheten som gör att Perssons intriger alltid upplevs som trovärdiga."
Romanen har blivit tv-serie vid namn Den fjärde mannen.
Romanen tilldelades Svenska Deckarakademins pris för bästa svenska kriminalroman med motiveringen: "En spirituell och spännande kriminalroman om Sverige i förändring under ett kritiskt politiskt skede"